# Marko Marić (ur. 1996)
Marko Marić (ur. 3 stycznia 1996 w Wiedniu) – chorwacki piłkarz występujący na pozycji bramkarza, zawodnik bośniackiego klubu Zrinjski Mostar. 

## Życiorys

### Kariera klubowa
Wychowanek Post SV Wien i Rapidu Wiedeń. W swojej karierze grał także w klubach: TSG 1899 Hoffenheim, Lechii Gdańsk i Hannoverze.
1 lipca 2016 podpisał kontrakt z TSG 1899 Hoffenheim II, umowa do 30 czerwca 2020.
1 sierpnia 2017 został wypożyczony do Lillestrøm SK, umowa do 31 grudnia 2019.

### Kariera reprezentacyjna
Były młodzieżowy reprezentant Austrii i Chorwacji.

## Sukcesy

### Klubowe
Lillestrøm SK
- Zdobywca Pucharu Norwegii: 2017
- 2. miejsce w Superpucharze Norwegii: 2018